# Кенаси України
У цій статті описані кенаси, які розташовувалися чи розташовуються на території сучасної України.
У 1879-80-х роках було проведено перепис парафіян караїмських молитовних будинків на території Російської імперії. Їх на той час було 28, із кількістю парафіян 8588 осіб.
Наприкінці XIX століття в Російській імперії налічувалося всього 20 чинних кенас, 9 із яких перебували в Криму. У 1918 році в Криму налічувалося 9 караїмських громад та 11 кенас.
Нині у Криму збереглися будівлі 7 кенас: дві в Чуфут-Кале, дві в Євпаторії (ще одна нещодавно віднайдена), одна в Сімферополі, одна в Севастополі, одна в Бахчисараї. Усі кримські кенаси, що збереглися, є пам'ятками архітектури. Зруйновані кенаси — кенаса на Мангуп-Кале, Феодосійська кенаса, Ялтинська кенаса, кенаси в Солхаті, кенаси в Армянську, кенаси в Перекопі, кенаси в Карасубазарі. Найстаріші кримські кенаси, що збереглися, — кенаси в Чуфут-Кале.
Крім Криму, кенаси розташовувалися у Луцьку, Києві, Харкові, Бердянську, Миколаєві, Херсоні, Катеринославі, Одесі та Галичі.

## Перелік кенас України
| Місто       | Статус                              | Зображення |
| ----------- | ----------------------------------- | ---------- |
| Євпаторія   | Діє                                 |            |
| Чуфут-Кале  | Діє                                 |            |
| Харків      | Діє                                 |            |
| Київ        | Використовується не за призначенням |            |
| Севастополь | Використовується не за призначенням |            |
| Сімферополь | Використовується не за призначенням |            |
| Бердянськ   | Використовується не за призначенням |            |
| Феодосія    | Зруйнована                          |            |
| Луцьк       | Зруйнована                          |            |
| Галич       | Зруйнована                          |            |
| Бахчисарай  | Використовується не за призначенням |            |
| Миколаїв    | Використовується не за призначенням |            |
| Одеса       | Зруйнована                          |            |
| Дніпро      | Зруйнована                          |            |
| Керч        | Зруйнована                          |            |
| Херсон      | Зруйнована                          |            |
| Перекоп     | Зруйнована                          |            |
| Білогірськ  | Зруйнована                          |            |
| Старий Крим | Зруйнована                          |            |

- Кенаси в Чуфут-Кале — Велика кенаса та Мала кенаса
- Кенаса на Мангуп-Кале — зруйнована в 1793 році, координати — 44°35′35″ пн. ш. 33°47′50″ сх. д. / 44.593154° пн. ш. 33.797240° сх. д..
- Ялтинська кенаса — зруйнована. Останній газзан — Гумуш Соломон Йосипович.[1]
- Кенаси в Армянську — зруйновані, в 1880 році старший газзан армянської кенаси — Зарах Харченко.

## Публікації
- Альбом «Комплекс караимских кенасс в Евпатории и другие кенассы в мире», сост. В. В. Миреев, Симферополь, 2006 г.
- Шайтан И. А., «О судьбах караимских кенасс в Крыму», Мещанская газета. — 1994. — № 22, 26 марта. — С. 8.
- Катунина Е. В., Катунин Ю. А. ПРИЧИНЫ ЛИКВИДАЦИИ РЕЛИГИОЗНЫХ ОБЩИН КАРАИМОВ В 40-60-е гг. XX в. (PDF). Архів оригіналу (PDF) за 4 грудня 2012.